# Castillo de Miralles
El Castillo de Miralles era un castillo medieval, de época románica, del pueblo desaparecido del mismo nombre, perteneciente al término municipal de Tremp, dentro del antiguo término de Espluga de Serra.
El castillo de Miralles, con el pueblo del mismo nombre, fueron el centro administrativo del valle, que comprendía sitios documentados, algunos de los cuales todavía existen hoy en día: el Río, el Taxo, Tamúrcia, con la Torre, Llastarri, Corbins , la Paúl, la Paduleta, el Espinalba, etcétera. Está mencionado desde el 837, y era clave en el control de las comunicaciones por la Sierra de San Gervasio.
Por su situación estratégica y por el término que dependía, Miralles fue muy disputado, ya desde el siglo IX. Los castellanos de Miralles adoptaron este apellido, y emparentaron con los Vilamur y los mismos Condes de Pallars Sobirá. En el siglo XII formaba parte de los dominios de la baronía de Erill. Luego fue establecida la baronía de Miralles, que era un título privativo para los abades del monasterio de Santa María de Alaón.
Quedan algunos restos del castillo, como los fragmentos de muros de la torre cuadrada y algunas paredes del recinto exterior de la fortificación, que se adapta al relieve del lugar. Los sillares son pequeños, de piedra caliza, procedente de la misma montaña donde se erguía este castillo. Se puede datar esta construcción en el siglo XI.
Cerca de él, al norte, hay, además, las ruinas del pueblo de Miralles y las de su iglesia de Santa María de Miralles.